# British Academy Film Awards 1954
Die 7. Verleihung der British Academy Film Awards zeichnete die besten Filme von 1953 aus.
| Film                      | N | A |
| ------------------------- | - | - |
| Das Herz aller Dinge      | 4 | 0 |
| Ein Herz und eine Krone   | 4 | 1 |
| Besiegter Haß             | 3 | 0 |
| Der große Atlantik        | 3 | 0 |
| Die feurige Isabella      | 3 | 1 |
| Julius Caesar             | 3 | 2 |
| Moulin Rouge              | 3 | 0 |
| Das Medium                | 2 | 0 |
| Kehr zurück, kleine Sheba | 2 | 0 |
| Lili                      | 2 | 1 |
| Mein großer Freund Shane  | 2 | 0 |
| World Without End         | 2 | 1 |
| Teeth of the Wind         | 2 | 0 |
| Wir sind alle Mörder      | 2 | 0 |

## Preisträger und Nominierungen

### Bester Film
Verbotene Spiele (Jeux interdits) – Regie: René Clément
Besiegter Haß (The Kidnappers) – Regie: Philip Leacock
Don Camillo und Peppone (Le Petit monde de Don Camillo) – Regie: Julien Duvivier
Die feurige Isabella (Genevieve) – Regie: Henry Cornelius
Für zwei Groschen Hoffnung (Due soldi di speranza) – Regie: Renato Castellani
Der große Atlantik (The Cruel Sea) – Regie: Charles Frend
Das Herz aller Dinge (The Heart of the Matter) – Regie: George More O’Ferrall
Ein Herz und eine Krone (Roman Holiday) – Regie: William Wyler
Julius Caesar – Regie: Joseph L. Mankiewicz
Kehr zurück, kleine Sheba (Come Back, Little Sheba) – Regie: Daniel Mann
Lili – Regie: Charles Walters
Das Medium (The Medium) – Regie: Gian Carlo Menotti
Mein großer Freund Shane (Shane) – Regie: George Stevens
Mogambo – Regie: John Ford
Moulin Rouge – Regie: John Huston
Stadt der Illusionen (The Bad and the Beautiful) – Regie: Vincente Minnelli
Verdammt in alle Ewigkeit (From Here to Eternity) – Regie: Fred Zinnemann
Wem die Sonne lacht (The Sun Shines Bright) – Regie: John Ford
Wir sind alle Mörder (Nous sommes tous des assassins) – Regie: André Cayatte

### Bester britischer Film
Die feurige Isabella (Genevieve) – Regie: Henry Cornelius
Besiegter Haß (The Kidnappers) – Regie: Philip Leacock
Der große Atlantik (The Cruel Sea) – Regie: Charles Frend
Das Herz aller Dinge (The Heart of the Matter) – Regie: George More O’Ferrall
Moulin Rouge – Regie: John Huston

### United Nations Award
World Without End – Regie: Basil Wright
Johnnys neue Heimat (Johnny on the Run) – Regie: Lewis Gilbert
Teeth of the Wind – Regie: Michael Hankinson

### Bester ausländischer Darsteller
Marlon Brando – Julius Caesar
Eddie Albert – Ein Herz und eine Krone (Roman Holiday)
Van Heflin – Mein großer Freund Shane (Shane)
Claude Laydu – Tagebuch eines Landpfarrers (Journal d'un curé de campagne)
Marcel Mouloudji – Wir sind alle Mörder (Nous sommes tous des assassins)
Gregory Peck – Ein Herz und eine Krone (Roman Holiday)
Spencer Tracy – Theaterfieber (The Actress)

### Beste ausländische Darstellerin
Leslie Caron – Lili
Shirley Booth – Kehr zurück, kleine Sheba (Come Back, Little Sheba)
Marie Powers – Das Medium (The Medium)
Maria Schell – Das Herz aller Dinge (The Heart of the Matter)

### Bester britischer Darsteller
John Gielgud – Julius Caesar
Jack Hawkins – Der große Atlantik (The Cruel Sea)
Trevor Howard – Das Herz aller Dinge (The Heart of the Matter)
Duncan Macrae – Besiegter Haß (The Kidnappers)
Kenneth More – Die feurige Isabella (Genevieve)

### Beste britische Darstellerin
Audrey Hepburn – Ein Herz und eine Krone (Roman Holiday) 
Celia Johnson – Der Schlüssel zum Paradies (The Captain’s Paradise)

### Bester/beste Nachwuchsdarsteller/-in
Norman Wisdom – Ich und der Herr Direktor (Trouble in Store) 
Colette Marchand – Moulin Rouge

### Bester Dokumentarfilm
Die Bezwingung des Everest (The Conquest of Everest) – Regie: George Lowe
Elizabeth Is Queen – Regie: Terry Ashwood
Pictures of the Middle Ages (Images Medievales) – Regie: Unbekannt
Im Reiche der weißen Bären (Во льдах океана / Vo l'dakh okeana) – Regie: Alexander Sguridi
Kumak, the Sleepy Hunter – Regie: Alma Duncan
Mille Miglia 1953 – Regie: Bill Mason
Operation Hurricane – Regie: Ronald Stark
World Without End – Regie: Basil Wright
Eine Königin wird gekrönt (A Queen Is Crowned) – Regie: Michael Waldman
Teeth of the Wind – Regie: Michael Hankinson
Wasservögel (Water Birds) – Regie: Ben Sharpsteen
Der weiße Hengst (Crin-Blanc) – Regie: Albert Lamorisse

### Bester Film (Spezialpreis)
The Romance of Transportation in Canada – Regie: Colin Low
Johnnys neue Heimat (Johnny on the Run) – Regie: Lewis Gilbert
Little Boy Blew – Regie: Robert Cannon
The Dog and the Diamonds – Regie: Ralph Thomas
Full Circle – Regie: Unbekannt
The Pleasure Garden – Regie: James Broughton
The Moving Spirit – Regie: Bob Privett und Allan Crick
The Figurehead – Regie: Allan Crick